# 12 năm nô lệ (phim)
12 năm nô lệ (tiếng Anh: 12 Years a Slave) là bộ phim dựa trên cuốn hồi ký cùng tên của Solomon Northup - một người Mỹ gốc Phi sinh ra tự do ở tiểu bang New York thế kỷ 19 bị bắt làm nô lệ và cuối cùng được phóng thích. Ông đã phải làm việc trong các đồn điền ở bang Louisiana trong suốt mười hai năm. Ấn bản đầu tiên của cuốn hồi ký của Solomon Northup được chỉnh sửa và phát hành bởi Sue Eakin và Joseph Logsdon vào năm 1968.
Phim do Steve McQueen làm đạo diễn. Kịch bản được viết bởi John Ridley. Chiwetel Ejiofor đóng vai chính Solomon Northup. Michael Fassbender, Benedict Cumberbatch, Paul Dano, Paul Giamatti, Lupita Nyong'o, Sarah Paulson, Brad Pitt và Alfre Woodward đóng các vai phụ.
Tại lễ trao giải Oscar lần thứ 86, phim đã đem về giải Oscar cho phim xuất sắc nhất, Giải Oscar cho nữ diễn viên phụ xuất sắc nhất (được trao cho Lupita Nyong'o) và Giải Oscar cho kịch bản chuyển thể xuất sắc nhất cho John Ridley. Phim cũng đoạt Giải quả cầu vàng cho phim chính kịch hay nhất và giải thưởng của Viện Hàn lâm Nghệ thuật Điện ảnh và Truyền hình Anh quốc (BAFTA) cho phim xuất sắc nhất và diễn viên viên nam chính xuất sắc nhất cho Chiwetel Ejiofor.
Các cảnh chính được quay tại New Orleans, Louisiana, từ 27 tháng 6 - 13 tháng 8 năm 2012. Các địa điểm quay sử dụng bốn đồn điền tiền chiến lịch sử: Felicity, Magnolia, Bocage, và Destrehan.
Phim phát hành năm 2013 và đã nhận nhiều bình luận tích cực, được nhiều cơ quan thông tấn ở Hoa Kỳ bình chọn là phim xuất sắc nhất năm 2013. Phim đã đạt doanh thu hơn 158 triệu USD so với chi phí 20 triệu USD.

## Nội dung
Năm 1841, Solomon Northup (Chiwetel Ejiofor), một người đàn ông Mỹ gốc Phi tự do, một thợ mộc lành nghề và người chơi đàn violin đang sống cùng vợ và hai con ở Saratoga Springs, New York. Hai người quảng cáo cho gánh xiếc (Scoot McNairy and Taran Killam) mời Northup làm việc 2 tuần với vai trò nhạc công nhưng đã đánh thuốc mê Northup. Northup tỉnh dậy và thấy mình đã bị xích, sau đó bị bán làm nô lệ.
Northup bị chuyển đến New Orleans, và bị đổi tên là "Platt", danh tính của một tên nô lệ bỏ trốn khỏi Georgia. Sau khi bị đánh đập liên tiếp, Northup được một chủ đồn điền tên William Ford (Benedict Cumberbatch) mua. Ford là người chủ khá nhân từ, ông có cảm tình với Northup và cho Northup làm công việc quản lý. Northup đã thiết kế một con đường thủy để chuyển gỗ một cách nhanh chóng và hiệu quả qua một vùng đầm lầy, sau đó Ford tặng ông một cây violin để tỏ lòng biết ơn. Trong khi đó thì tên thợ mộc John Tibeats (Paul Dano) lại sinh lòng ghen ghét Northup nên bắt đầu có những lời lẽ quấy rối và lăng mạ ông.
Mâu thuẫn giữa Tibeats và Northup ngày càng căng thẳng, Tibeats tấn công Northup và Northup đánh lại hắn. Để trả thù, Tibeats và đồng bọn đã âm mưu hành quyết Northup bằng cách treo ông nhiều giờ trên dây thòng lọng. Ford đã phải bán Northup cho Edwin Epps (Michael Fassbender) để cứu mạng sống của ông. Northup cố giải thích với Ford rằng mình thực ra là một người tự do. Ford nói rằng ông không thể nghe những điều như thế và rằng ông phải bán Northup để trừ nợ.
Epps tin rằng hắn có quyền ngược đãi nô lệ theo Kinh Thánh. Những nô lệ phải hái ít nhất 200 pound bông mỗi ngày hoặc bị đánh đập. Một nữ nô lệ trẻ tên Patsey (Lupita Nyong'o) mỗi ngày hái được 500 pound bông và được Epps ca ngợi. Hắn cũng cưỡng bức cô nhiều lần. Trong khi đó thì vợ của Epps - Mary (Sarah Paulson) ghen tuông với Patsey nên liên tục lăng mạ và hành hạ cô.
Patsey cảm thấy mọi việc ngày càng tồi tệ, cô muốn chết và yêu cầu Northup giết cô nhưng ông từ chối. Epps bắt đầu nghĩ rằng Chúa đã giáng xuống một đợt dịch sâu bông mà nguyên nhân chính là do những nô lệ mới đến. Epps cho những đồn điền xung quanh thuê nô lệ. Northup khiến người chủ mới có cảm tình, người này cho phép ông đi chơi đàn tại các bữa tiệc và còn cho ông giữ số tiền kiếm được.
Khi Northup trở về đồn điền của Epps, ông cố gắng dùng tiền trả cho tay đốc công (Garret Dillahunt) để gửi thư cho bạn bè mình ở New York. Hắn đồng ý chuyển thư và nhận tiền, nhưng phản bội Northup. Northup thuyết phục Epps rằng câu chuyện là bịa đặt. Sau đó ông đốt bức thư - hi vọng duy nhất của ông về tự do.
Northup bắt đầu công việc xây dựng một vọng lâu với một người Canada tên là Bass (Brad Pitt). Epps không hài lòng với Bass vì Bass bày tỏ sự phản đối chế độ nô lệ, bằng cách cố gắng giải thích cho Epps rằng hắn cần có một chút lòng từ bi đối với những người làm việc cho hắn. Nhưng Epps không thấy phải coi nô lệ như con người, họ chỉ đơn giản là tài sản - tài sản của hắn.
Một hôm, Epps nổi giận sau khi phát hiện Patsey biến mất. Khi trở về, Patsey phân trần rằng cô đi xin một bánh xà phòng của bà chủ Shaw (Alfre Woodard) vì không chịu nổi mùi hôi hám trên người mình, đó là do vợ của Epps - Mary - không cho cô dùng xà phòng. Epps ra lệnh lột quần áo, trói cô vào cột và đánh. Trước sự thúc giục của vợ, Epps buộc Northup phải đánh Patsey. Northup miễn cưỡng tuân theo nhưng Epps cuối cùng cũng giành lấy roi và đánh Patsey tàn bạo.
Northup đập vỡ cây vĩ cầm của mình, và trong khi tiếp tục làm việc trên vọng lâu ông hỏi Bass từ đâu tới. Bass nói rằng mình là người Canada. Northup tâm sự với Bass về việc mình bị bắt cóc. Một lần nữa, Northup yêu cầu Bass giúp đỡ gửi một bức thư tới Saratoga Springs. Bass đã mạo hiểm tính mạng khi đồng ý làm điều đó.
Ngày nọ, cảnh sát địa phương đem theo một người đàn ông đến tìm Northup. Cảnh sát hỏi Northup một loạt các câu hỏi về các sự kiện của cuộc đời ông ở New York để nhận diện ông. Northup nhận ra người đồng hành với cảnh sát là một người chủ tiệm ông quen ở Saratoga. Những người này đã giải phóng Northup. Mặc dù Epps kiên quyết chống lại, nhưng Northup dã rời đi ngay lập tức.
Sau khi bị bắt làm nô lệ trong 12 năm, Northup được trả tự do và trở về với gia đình. Khi bước vào nhà, ông nhìn thấy cả gia đình bao gồm cả con gái, con rể và người cháu trai được đặt theo tên ông. Northup dùng toàn bộ số tiền mình có để kiện những người có trách nhiệm trong vụ bán ông làm nô lệ nhưng không có kết quả. Đến nay, cái chết của ông vẫn bị bao phủ trong màn bí mật.

## Bảng phân vai

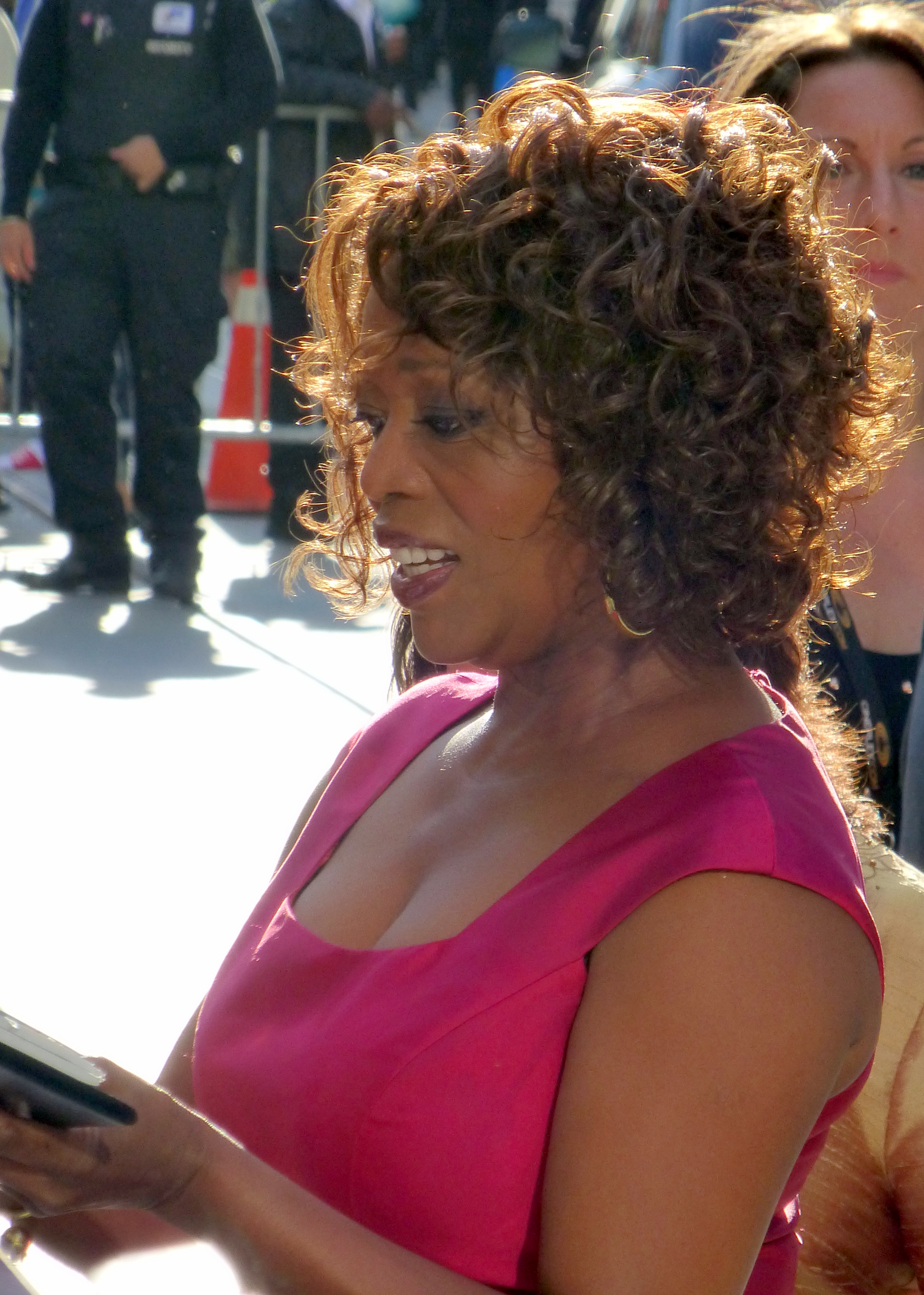
Alfre Woodard tại buổi ra mắt 12 Years a Slave

- Chiwetel Ejiofor trong vai Solomon Northup
- Lupita Nyong'o trong vai Patsey
- Michael Fassbender trong vai Edwin Epps
- Sarah Paulson trong vai Mary Epps
- Benedict Cumberbatch trong vai William Ford
- Brad Pitt trong vai Samuel Bass
- Paul Dano trong vai John Tibeats
- Adepero Oduye trong vai Eliza
- Paul Giamatti trong vai Theophilus Freeman
- Garret Dillahunt trong vai Armsby
- Scoot McNairy trong vai Brown
- Taran Killam trong vai Hamilton
- Chris Chalk trong vai Clemens Ray
- Michael K. Williams trong vai Robert
- Liza J. Bennett trong vai Mistress Ford
- Kelsey Scott trong vai Anne Northup
- Alfre Woodard trong vai Mistress Harriet Shaw
- Quvenzhané Wallis trong vai Margaret Northup
  - Devyn A. Tyler trong vai Margaret Northup trưởng thành
- Cameron Zeigler trong vai Alonzo Northup
- Rob Steinberg trong vai Parker
- Jay Huguley trong vai Sheriff Villiere
- Christopher Berry trong vai James Burch
- Bryan Batt trong vai Judge Turner
- Bill Camp trong vai Radburn
- Dwight Henry  trong vai Uncle Abram
- Deneen Tyler trong vai Phebe
- Ruth Negga  trong vai Celeste

## Sản xuất

### Phát triển

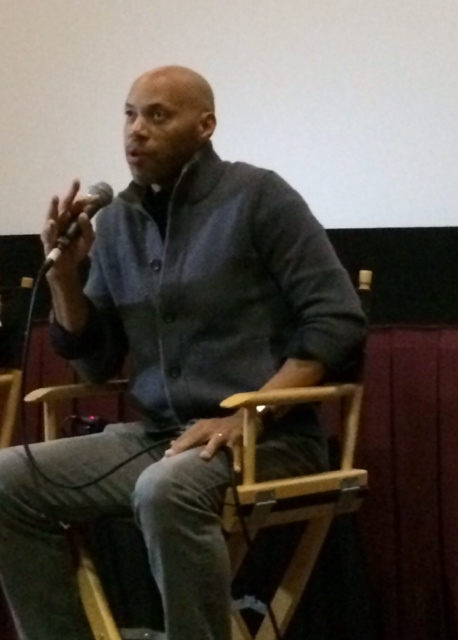
John Ridley tại San Diego Film Festival 2013

Sau khi gặp nhà biên kịch John Ridley tại công ty Creative Artists Agency(C.A.A) trong buổi chiếu Hunger vào năm 2008, đạo diễn Steve McQueen đã bày tỏ sự quan tâm của mình với Ridley về đề tài thời kì nô lệ ở Mỹ. Sau thời gian phát triển ý tưởng, hai người đã không tìm ra đúng đối tượng cho đến khi vợ của McQueen tìm thấy cuốn hồi ký Solomon Northup "Mười hai năm một nô lệ". Sau này McQueen đã trả lời trong cuộc phỏng vấn:
Tôi đọc cuốn sách này, và tôi đã hoàn toàn choáng váng. Đồng thời tôi đã rất khó chịu với bản thân mình rằng tôi đã không biết cuốn sách này. Tôi sống ở Amsterdam, nơi Anne Frank là một anh hùng dân tộc, và cho tôi cuốn sách này đọc như cuốn nhật ký của Anne Frank nhưng viết 97 năm trước - nhân chứng của chế độ nô lệ. về cơ bản nó đã làm cho tôi có niềm đam mê để chuyển thể cuốn sách này thành một bộ phim.
Sau một quá trình phát triển lâu dài, trong đó công ty của Brad Pitt - Plan B Entertainment cũng ủng hộ dự án, sau đó cuối cùng đã giúp có được một số tài trợ từ các hãng phim khác nhau, bộ phim được chính thức công bố vào tháng 8 năm 2011 với McQueen làm đạo diễn, Chiwetel Ejiofor là diễn viên chính trong vai Solomon Northup, một người da đen tự do bị bắt cóc và bán làm nô lệ ở Deep South. Trong tháng 10 năm 2011, Michael Fassbender (người đóng vai chính trong các bộ phim trước đây của McQueen Hunger và Shame) tham gia diễn xuất. Trong đầu năm 2012, các vai còn lại được chọn, và việc quay phim được dự kiến bắt đầu vào cuối tháng 6 năm 2012.
Để hiểu được ngôn ngữ và tiếng địa phương của thời đại và khu vực mà bộ phim diễn ra, huấn luyện viên phương ngữ Michael Buster đã được mời để hỗ trợ các diễn viên trong việc thay đổi cách nói chuyện của họ. Các ngôn ngữ có chất lượng văn học liên quan đến phong cách viết trong thời đại đó và chịu ảnh hưởng mạnh mẽ của kinh thánh vua James. Buster giải thích rằng:
Chúng tôi không biết những nô lệ nói như thế nào trong những năm 1840, vì vậy tôi chỉ sử dụng các ví dụ của nông thôn ở Mississippi và Louisiana [cho các diễn viên Ejiofor và Fassbender]. Sau đó về nhân vật Ford do Benedict Cumberbatch thủ vai, tôi tìm thấy một số người thuộc tầng lớp thượng lưu mới ở Orleanians từ những năm 30. Và sau đó tôi cũng đã làm việc với Lupita Nyong'o, người Kenya nhưng đã theo học Đại học Yale. Vì vậy, cô ấy có thể chuyển lời nói của mình để nói theo văn phong Mỹ.

### Quay phim

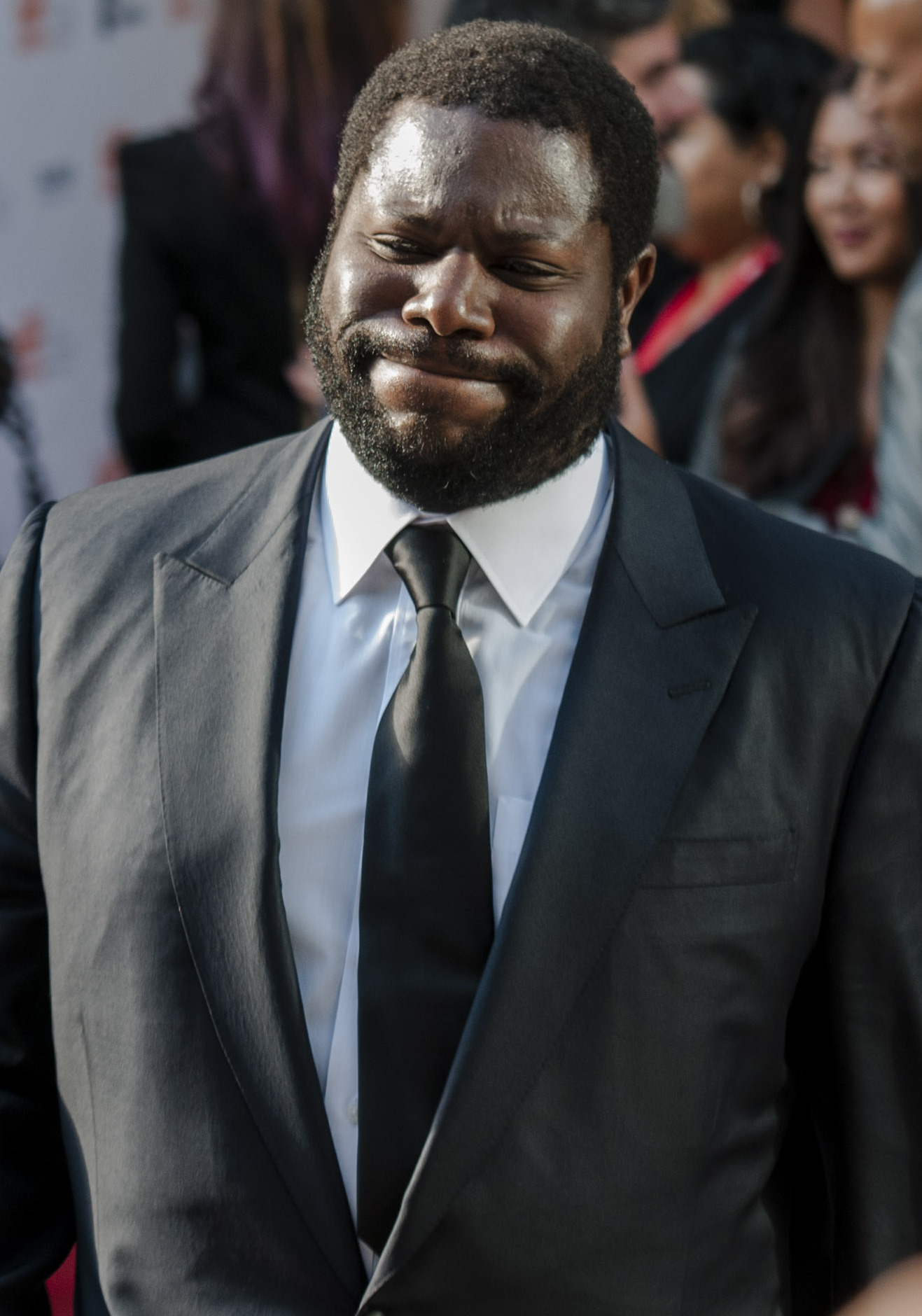
Đạo diễn Steve McQueen tại lễ công chiếu 12 Years a Slave, Liên hoan phim Toronto 2013

Với kinh phí sản xuất 20 triệu USD, bối cảnh chính bắt đầu ở New Orleans, Louisiana vào ngày 27 Tháng Sáu năm 2012. Sau bảy tuần, việc quay phim kết thúc vào ngày 13 Tháng 8 năm 2012. Để giảm bớt chi phí sản xuất, một số lượng lớn các cảnh của bộ phim diễn ra xung quanh khu vực New Orleans -. Chủ yếu là phía nam của quận Red River, nơi mà Northup bị bắt làm nô lệ, Bên cạnh các địa điểm được sử dụng là bốn đồn điền trong lịch sử:.. Felicity, Magnolia, Bocage, và Destrehan còn có Magnolia, một đồn điền ở Natchitoches, Louisiana, cách một vài dặm từ một các di tích lịch sử về Northup. Chiwetel Ejiofor nói rằng "Phải biết rằng chúng tôi đã có mặt ngày trên nơi mà những điều đó đã xảy ra một cách rất mạnh mẽ và tình cảm,","Đó là cảm giác khi nhảy múa với bóng ma -. Nó thực sự rõ ràng".Bộ phim cũng đã diễn ra tại khách sạn The Columns và Madame John's Legacy tại khu phố Pháp ở New Orleans.
Nhà quay phim Sean Bobbitt, vận hành máy quay chính của bộ phim, đã sử dụng phim 35 mm với tỷ lệ 2.35:1 màn ảnh rộng và sử dụng cả một dàn Arricam LT và ST. Bobbitt nói "Một cách cặn kẽ nhất, bộ phim mang đến cho khán giả một cảm giác rõ ràng về thời gian và chất lượng,"; "Và vì bản chất sử thi của câu chuyện, màn hình rộng rõ ràng làm cho nó có ý nghĩa nhất, màn ảnh rộng có nghĩa là một bộ phim lớn, một câu chuyện sử thi -.. Trong trường hợp này là một câu chuyện sử thi về sự chịu đựng của con người".
Các nhà làm phim tránh được các phong cách trực quan nhàm chán khi nói về một phim tài liệu. McQueen cố ý so sánh hình ảnh trong phim với các tác phẩm của họa sĩ Tây Ban Nha Francisco Goya, ông đã giải thích:
Khi bạn nghĩ về Goya, người vẽ những hình ảnh khủng khiếp nhất của bạo lực và tra tấn và trông họ thật tuyệt vời, những bức tranh tinh tế, một trong những lý do khiến bức tranh tuyệt vời như vậy là bởi vì những gì anh ấy nói là, 'Nhìn- nhìn vào cái này. "Vì vậy, nếu bạn vẽ xấu hoặc đặt nó trong các quan điểm sai lầm, bạn chú ý hơn đến những gì xảy ra với hình ảnh hơn là nhìn vào hình ảnh.

### Thiết kế bối cảnh
Để mô tả chính xác khoảng thời gian của bộ phim, các nhà làm phim đã tiến hành nghiên cứu mọi lĩnh vực bao gồm việc nghiên cứu tác phẩm nghệ thuật từ thời đại. Với tám tuần để tạo ra các tủ quần áo, nhà thiết kế trang phục Patricia Norris hợp tác với Western Costume để thiết kế lại trang phục mà sẽ minh họa cho khoảng thời gian trong phim được chính xác về mặt thời gian lịch sử. Sử dụng một bảng màu đất của đồn điền, Norris được tạo ra gần 1.000 trang phục cho bộ phim. "Cô ấy [Norris] đã lấy mẫu đất từ cả ba đồn điền để phù hợp với quần áo", McQueen nói, "và cô đã nói với Sean [Bobbitt] để đối phó với vấn đề nắng nóng trên đồn điền, đã phải có rất nhiều có chi tiết nhỏ". Các nhà làm phim cũng sử dụng một số mảnh quần áo từ những bộ quần áo được mặc bởi những người nô lệ.

### Nhạc phim
Nhạc phim được sáng tác bởi Hans Zimmer, với bản gốc được viết cho violin và được biên soạn bởi Nicholas Britell và thực hiện bởi Tim Fain. Bộ phim cũng sử dụng một vài đoạn nhạc cổ điển và nhạc folk chẳng hạn như "Trio in B-flat, D471" của Franz Schubert và "Run Nigger Run" của John và Alan Lomax.một album nhạc phim, Music from and Inspired by 12 Years a Slave, được phát hành bản kỹ thuật số vào ngày 5 tháng 11 và một bản phát hành trên đĩa ngày 11 tháng 11 năm 2013 bởi hãng Columbia Records. Ngoài sáng tác của Zimmer, còn có album các bài hát trong phim của John Legend, Laura Mvula, Alicia Keys, Chris Cornell, và Alabama Shakes. Bản cover "Roll Jordan roll" của Legend đã ra mắt trực tuyến ba tuần trước khi phát hành album nhạc phim.

## Công chiếu

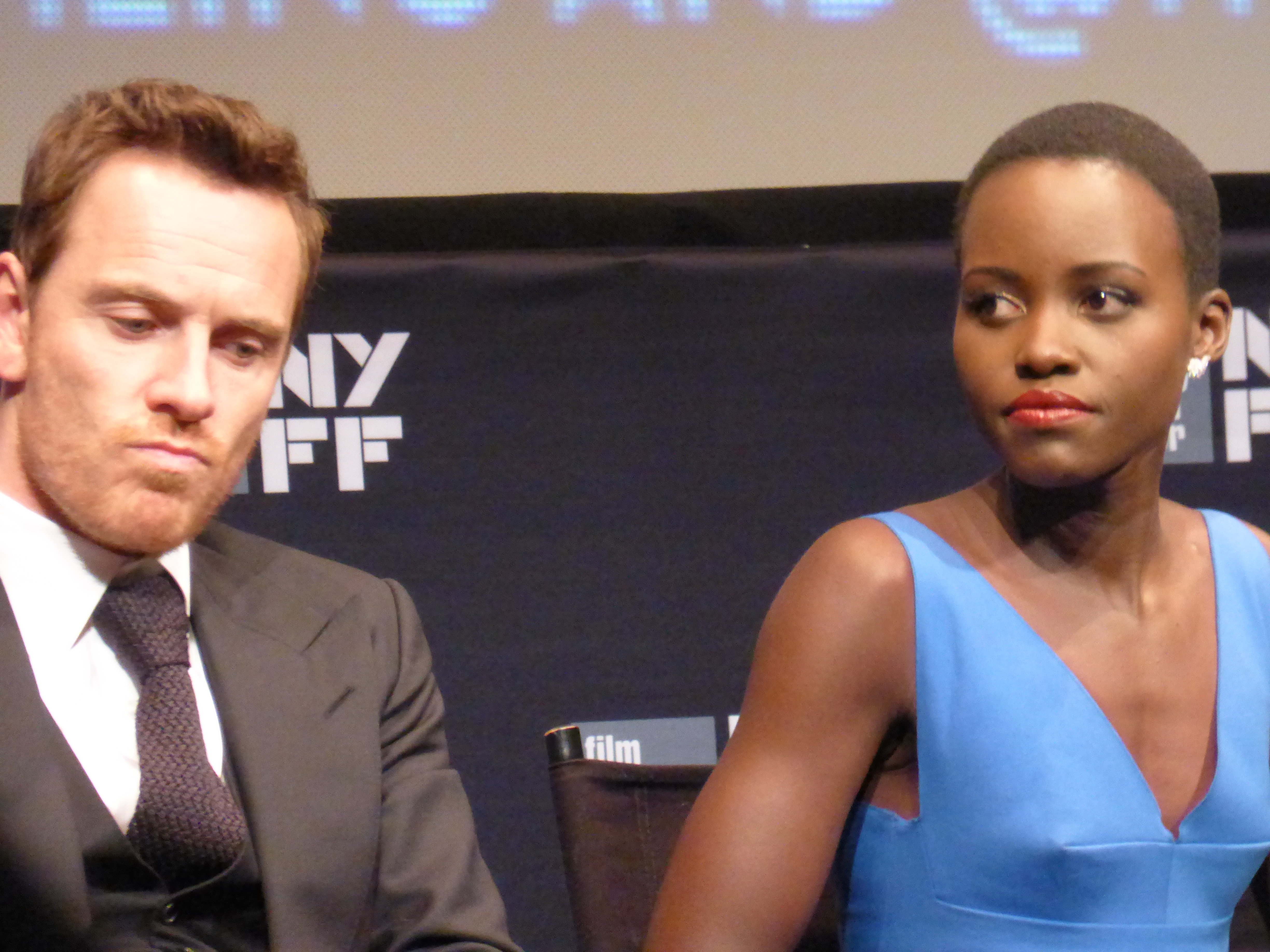
Michael Fassbender và Lupita Nyong'o tại New York Film Festival 2013

12 Years a Slave được công chiếu tại Liên hoan phim Telluride vào ngày 30 tháng 8 năm 2013,trước khi công chiếu tại Liên hoan phim quốc tế Toronto 2013 vào ngày 6 tháng 9, Liên hoan phim New York vào 08 tháng 10 và Liên hoan phim Philadelphia ngày 19 Tháng 10 năm 2013.
Ngày 15 tháng 11 năm 2011, Summit Entertainment thông báo đã giành được một thỏa thuận để phát hành 12 Years a Slave trên thị trường quốc tế. Vào tháng 4 năm 2012, một vài tuần trước khi khởi quay, New Regency Productions đồng ý hợp tài trợ cho bộ phim. Vì một hiệp ước phân phối giữa 20th Century Fox và New Regency, Fox Searchlight Pictures đã mua quyền phân phối ở Hoa Kỳ của bộ phim. Tuy nhiên, thay vì trả tiền cho quyền phân phối, Fox Searchlight thực hiện một thỏa thuận, trong đó sẽ tiến hành chia sẻ phòng bán vẻ với các nhà tài trợ độc lập của bộ phim. 12 Years a Slave đã được phát hành thương mại vào ngày 18 tháng 10 năm 2013 tại Hoa Kỳ cho một bản công chiếu hạn chế của 19 rạp chiếu phim, và công chiếu rộng rãi trong tuần tiếp theo. Bộ phim ban đầu được dự kiến sẽ được phát hành vào cuối tháng 12 năm 2013, nhưng một số buổi chiếu thử dẫn đến quyết đỉnh rời ngày phát hành lên sớm.

### Quảng bá
Do tính chất của bộ phim và được đề cử rất nhiều giải thưởng nên doanh thu của 12 Years a Slave được theo dõi rất chặt chẽ. Nhiều nhà phân tích đã so sánh nội dung của bộ phim với một số bộ phim sử thi chính kịch khác như Bản danh sách của Schindler (1993) và The Passion of the Christ (2004), nhưng bộ phim đã thành công về doanh số bán vé khi so sánh với những bộ phim cùng loại. Ngoài nội dung hấp dẫn, bộ phim đã có những thành công quan trọng bởi sự hỗ trợ của Fox Searchlight, khi hãng này bắt đầu phát hành bộ phim dưới dạng công chiếu hạn chế nhắm tới những khách hàng quen người Mỹ gốc Phi và sau đó đã dần dần mở rộng công chiếu trong những tuần tiếp theo, tương tự như cách các hãng phim đã thực hiện thành công trong những năm trước với những bộ phim như Black Swan và The Descendants. Ngày phát hành quốc tế của 12 Years a Slave đã bị trì hoãn đến đầu năm 2014 để tận dụng lợi thế của sự chú ý dư luận tạo nên bởi các giải thưởng.